# USS Butler (DD-636)
USS Butler (DD-636/DMS-29) là một tàu khu trục lớp Gleaves được Hải quân Hoa Kỳ chế tạo trong Chiến tranh Thế giới thứ hai. Nó đã tham gia suốt Thế Chiến II, cải biến thành một tàu quét mìn cao tốc với ký hiệu lườn DMS-29, sống sót qua cuộc xung đột, ngừng hoạt động năm 1945 và bị tháo dỡ năm 1948. Nó là chiếc tàu chiến duy nhất của Hải quân Hoa Kỳ được đặt theo tên Thiếu tướng Thủy quân Lục chiến Smedley Butler (1881-1940), người được hai lần tặng thưởng Huân chương Danh dự trong các cuộc Chiến tranh Tây Ban Nha- Hoa Kỳ và Chiến tranh Thế giới thứ nhất.

## Thiết kế và chế tạo
Butler được chế tạo tại Xưởng hải quân Philadelphia. Nó được đặt lườn vào ngày 16 tháng 9 năm 1941; được hạ thủy vào ngày 12 tháng 2 năm 1942, và được đỡ đầu bởi bà John Wehle, con gái Thiếu tướng Butler. Con tàu được cho nhập biên chế cùng Hải quân Hoa Kỳ vào ngày 15 tháng 8 năm 1942 dưới quyền chỉ huy của Thiếu tá Hải quân M. D. Matthews.

## Lịch sử hoạt động
Sau khi hoàn tất chạy thử máy, Butler tham gia hoạt động hộ tống vận tải tại khu vực Đại Tây Dương và vịnh Mexico. Vào ngày 14 tháng 1 năm 1943, nó khởi hành cho một chuyến vượt đại dương đến Casablanca và sau đó là Dakar thuộc Tây Phi. Từ đây, nó hộ tống hai tàu chiến thuộc phe Pháp Tự do: thiết giáp hạm Richelieu và tàu tuần dương Montcalm, đi New York. Sau một đợt đại tu tại New York và các hoạt động hộ tống vận tải ven biển, nó lại lên đường đi sang khu vực Địa Trung Hải vào ngày 8 tháng 6. Nó tiến hành huấn luyện tại Oran và Algiers, trước khi tiếp tục đi đến Bizerte, nơi nó khởi hành vào tháng 7 để tham gia Chiến dịch Husky, cuộc đổ bộ của lực lượng Đồng Minh lên Sicily, Ý, từ ngày 9 tháng 7 đến ngày 12 tháng 8. Nó tham gia Trận đổ bộ Gela, rồi sau đó phục vụ hộ tống trong suốt thời gian còn lại của chiến dịch, trước khi lên đường quay trở về New York, về đến nơi vào ngày 22 tháng 8.
Butler được đại tu và làm nhiệm vụ hộ tống vận tải cho đến ngày 5 tháng 5 năm 1944, khi nó lên đường tham gia Chiến dịch Overlord, cuộc Đổ bộ Normandy từ ngày 6 tháng 6 đến ngày 15 tháng 7. Nó đã hộ tống cho các đơn vị hạng nặng của đội bắn phá, và phục vụ hỗ trợ hỏa lực gần bờ trong cuộc tấn công này. Từ ngày 12 đến ngày 30 tháng 8, nó bảo vệ cho các tàu sân bay hộ tống Hải quân Hoàng gia Anh tham gia Chiến dịch Dragoon, cuộc đổ bộ của lực lượng Đồng Minh lên miền Nam nước Pháp, rồi quay trở về New York không lâu sau đó.
Sau một chuyến hộ tống vận tải đến Marseilles trong tháng 10, Butler quay trở về New York vào ngày 27 tháng 10 để được cải biến thành một tàu khu trục quét mìn. Được xếp lại lớp với ký hiệu lườn mới DMS-29 vào ngày 15 tháng 11, công việc cải biến hoàn tất vào ngày 21 tháng 12 và nó đi đến Norfolk, Virginia để gia nhập Đội quét mìn 20. Vào ngày 3 tháng 1 năm 1945, con tàu nhổ neo để đi San Diego, California trong hành trình đi sang Trân Châu Cảng; và sau khi hoàn tất huấn luyện tại khu vực quần đảo Hawaii, nó lên đường đi Ulithi để thực hiện quét mìn chuẩn bị chung quanh Okinawa. Nó tiếp tục nhiệm vụ tuần tra và cột mốc radar, bắn rơi nhiều máy bay đối phương trong suốt quá trình diễn ra Trận Okinawa từ ngày 24 tháng 3 đến ngày 25 tháng 5 năm 1945. Vào ngày 25 tháng 5, những quả bom từ một máy bay tấn công cảm tử kamikaze đã phát nổ bên dưới lườn tàu, làm thiệt mạng chín người, vỡ các ống dẫn hơi nước, ngập nước phòng nồi hơi phía trước khiến con tàu bị mất điện và động năng toàn bộ. Thiết giáp hạm West Virginia đã túc trực bên cạnh nó cho đến khi con tàu lấy lại được động năng, giúp vào việc đánh đuổi hai máy bay Nhật Bản khác.
Ngày hôm sau, Butler đi đến Kerama Retto để được sửa chữa tạm thời. Nó về đến Hoa Kỳ vào ngày 26 tháng 8, và được cho xuất biên chế vào ngày 8 tháng 11 năm 1945. Nó bị bán để tháo dỡ vào ngày 10 tháng 1 năm 1948.

## Phần thưởng
Butler được tặng thưởng danh hiệu Đơn vị Tưởng thưởng Hải quân do hoạt động dũng cảm tại Okinawa, cùng bốn Ngôi sao Chiến trận do thành tích phục vụ trong Thế Chiến II.